# Смайлик
Сма́йлик, смайл (англ. smiley — «улыбчивый» и непосредственное название такого значка) или счастливое лицо (☺/☻/🙂) — стилизованное графическое изображение улыбающегося человеческого лица; традиционно изображается в виде жёлтого круга с двумя чёрными точками, представляющими глаза, и чёрной дугой, символизирующей рот.
Смайлики широко используются в популярной культуре, само слово «смайлик» также часто применяется как общий термин для любого эмотикона (изображения эмоции не графикой, а знаками препинания).

## Популяризация
18 июля 2017 года самый древний смайлик обнаружила команда археологов из Турции и Италии во время раскопок в городе Каркамыш в провинции Газиантеп (Турция). Смайлик нанесён на поверхность глиняного кувшина для шербета (напитка), который был изготовлен примерно в 1700-х годах до н. э.
Для обозначения положительных эмоций смайл (как пиктограмму) использовали в Словакии в XVII веке: архивисты нашли документ, где местный юрист смайлом показал своё удовлетворение прочитанными документами.
В российской газете «Екатеринбургская неделя» от 28.05.1896 зафиксирован первый случай использования смайликов в России (возможно, что это и первые напечатанные смайлики в истории): в юмористической рубрике типографскими символами и знаками препинания изобразили четыре смайлика — и четыре эмоции посетившего ярмарку петербургского купца.
Четыре смайла (грустных и весёлых) использовал в нотах своей эксцентричной пьесы «In Futurum» (1919 г.) Эрвин Шульхоф. Стилизованное изображение человеческого лица для выражения эмоций использовал режиссёр Ингмар Бергман в фильме «Портовый город», но это изображение выражало страдание. Позже уже счастливое лицо использовалось в рекламных кампаниях фильмов «Лили» в 1953 году и «Жижи» в 1958 году. В 1958 году, когда радиостанция WMCA в Нью-Йорке провела конкурс по самому популярному радиошоу того времени «Кузен Брюси», слушатели, ответившие по телефону на вопросы, награждались толстовкой «Хорошие парни!», рисунок на которой включал изображение счастливого лица. Тысячи таких толстовок были розданы в конце 1950-х годов.
В 1963 году Харви Болл, американский коммерческий художник, был приглашён в рекламную компанию для создания изображения счастливого лица, которое предполагалось использовать на кнопках. Сделанное им изображение в виде тёмных овальных глаз и складок по бокам рта на ярко-жёлтом фоне стало наиболее знаковой версией.

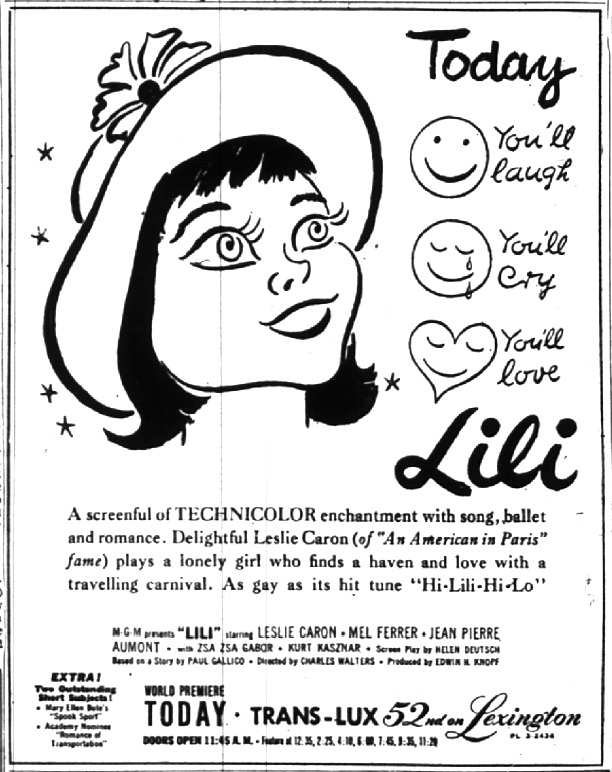
Первое использование изображения счастливого лица в рекламной кампании фильма «Лили» в 1953 году

В 1967 году дизайн Болла использовался в рекламной кампании Университета федеральных сбережений и займа в Сиэтле. Позже человек, организовавший эту кампанию — Дэвид Стерн, баллотировался на должность мэра Сиэтла в 1993 году, и он снова использовал это изображение.
В 1972 году Франклин Лауфрани представил изображение счастливого лица европейской аудитории, дав ему название «Смайлик». С 1 января французская газета «France Soir» начала промоакцию «Найдите время улыбнуться». В ней использовался логотип смайлика, чтобы выделить хорошие новости, и люди могли выбрать для чтения позитивные и приподнятые статьи.
В начале 1970-х годов изображение популяризировали братья Бернар и Мюррей Спейн из Филадельфии, которые воспользовались им в кампании по продаже нового товара. Они производили кнопки, кофейные кружки, футболки, наклейки на бампер и многие другие предметы, украшенные смайликом и фразой «Счастливого дня» (дизайн Дьюлы Богара). Фраза позже мутировала в «Хорошего дня». Работая с нью-йоркским производителем кнопок NG Slater, они продали к 1972 году около 50 миллионов изображений счастливого лица.
В 1970-е годы изображение счастливого лица (сопровождающее его клише «Хорошего дня») стало зомбирующим для бессодержательного настроения, символом эпохи Никсона в Америке и перехода от оптимизма «лета любви» к новому более циничному десятилетию. Этот мотив появляется в эпоху «параноидальных душ», в том числе в Smiling Faces Sometimes — The Temptations (и The Undisputed Truth, 1971 год), I’ll Take You There — The Staple Singers (февраль 1972), Don’t Call Me Brother — The O'Jays (ноябрь 1973), Back Stabbers — The O’Jays (август 1972), You Caught Me Smilin — Sly & the Family Stone (ноябрь 1971). Этот образ пародировался в знаменитой сцене из фильма Форрест Гамп, когда Форрест делает многочисленные пробежки по всей Америке и вытирает лицо футболкой, которую дал ему разорившийся продавец, а на футболке как будто переведённое лицо Форреста, и видно изображение счастливого лица, после чего его осеняет идея. Счастливое лицо можно было также увидеть на фургоне в сериале Морк и Минди, фургон управлялся людьми, которые его похитили.
В 1982 году американец Скотт Фалман предложил использовать двоеточие, дефис и закрывающую скобку. Так появился эмотикон, или смайлик. А в 1998 году японец Сигэтака Курита создал изображения эмодзи («э» — «картинка», «модзи» — «знак»), помогающие выражать эмоции.
В 2005—2013 годах смайлик являлся официальной эмблемой всероссийского молодёжного форума Селигер.

## Использование в информатике
Впервые в истории использовать скобку в качестве улыбки догадался русский писатель Владимир Набоков, произнёсший в 1969 году в интервью журналу The New York Times:

Я часто думаю, что должен существовать специальный типографский знак, обозначающий улыбку, — нечто вроде выгнутой линии, лежащей навзничь скобки; именно этот значок я поставил бы вместо ответа на ваш вопрос.— Владимир Набоков. Интервью Олдену Уитмену

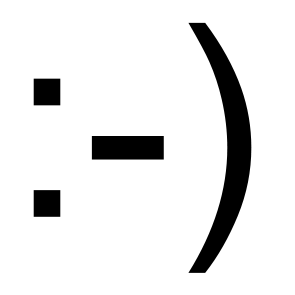
Набор символов, предложенных Скоттом Фалманом в качестве смайлика

Смайлик является печатной версией символов с кодом 1 и 2 на кодовой странице CP437 (1981) в первых компьютерах IBM PC и во всех последующих PC-совместимых компьютерах. Для современных компьютеров во всех версиях Windows после Windows 95 можно использовать смайлик в составе набора символов Windows Glyph List 4, хотя некоторые компьютерные шрифты пропускают часть символов, а некоторые символы не могут воспроизводиться программами, несовместимыми с Юникодом.
19 сентября 1982 года профессор Университета Карнеги-Меллона в городе Питтсбург в штате Пенсильвания Скотт Фалман предложил использовать последовательность символов :-) в качестве смайлика (см. эмотикон).

### Смайлы в Unicode

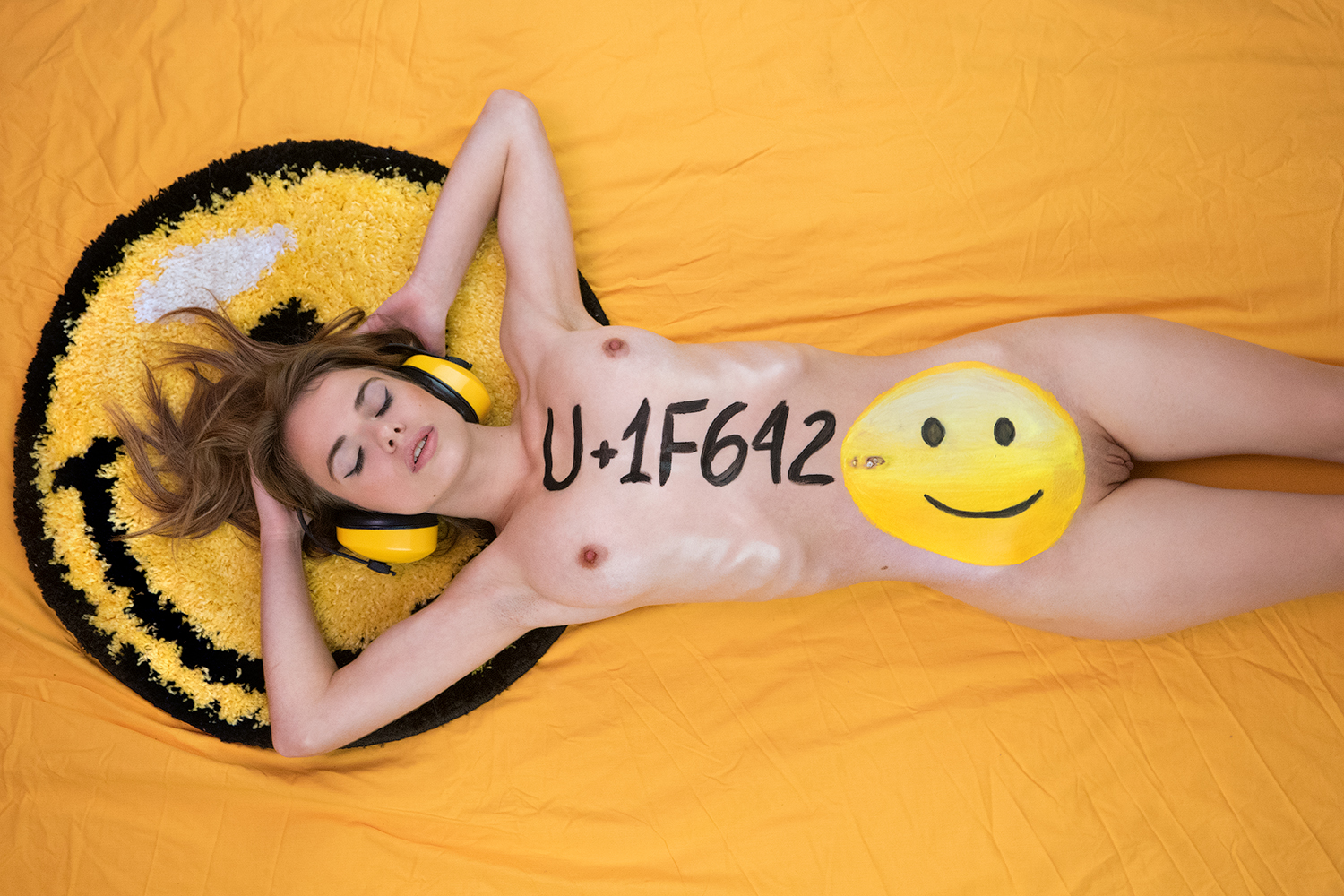
U+1F642

Смайлик имеется в формате Юникод Basic Multilingual Plane. Также расширенный набор смайликов находится в диапазоне 1F600-1F64F.
| Символы смайлика в Юникоде в диапазоне BMP: |        |       |                        |
| ☺                                           | U+263A | Alt+1 | Белый смайлик          |
| ☻                                           | U+263B | Alt+2 | Чёрный смайлик         |
| Юникод содержит также «грустный» смайлик:   |        |       |                        |
| ☹                                           | U+2639 |       | Белый грустный смайлик |

## Лицензирование и легальное использование
В 1971 году французский журналист Франклин Лауфрани зарегистрировал изображение смайлика в качестве товарного знака во Франции. Он создал компанию Smiley Licensing Corporation, Ltd для продажи, лицензирования и рекламирования изображения улыбающегося лица в Соединённом Королевстве и Европе. В 2001 году название компании было изменено на SmileyWorld, ей удалось зарегистрировать знак более чем в 100 странах мира (кроме США) для 25 классов товаров и услуг.
В 1999 году Харви Болл с опозданием сформировал свою собственную компанию World Smile Corporation и начал лицензирование изображения счастливого лица с целью благотворительного финансирования. Прибыль использовалась на благотворительные цели по линии Всемирного фонда Харви Болла World Smile Foundation, который спонсирует также ежегодный Всемирный день улыбки Болла, начавшийся в 1999 году с целью поощрения «добрых дел».
В 1997 году Франклин Лауфрани и SmileyWorld попытались приобрести права на товарный знак с символом (и даже на слово «смайлик» само по себе) в Соединённых Штатах. Это привело к конфликту Лауфрани с компанией Wal-Mart, которая годом раньше начала использовать заметно отличающееся счастливое лицо в своей кампании «Откат цен». Wal-Mart отреагировала первой, пытаясь блокировать предложение Лауфрани, а позже пытаясь самим зарегистрировать смайлик. Лауфрани в свою очередь подал иск в суд, чтобы остановить применение смайлика в Wal-Mart. В 2002 году вопрос дошёл до рассмотрения, но должен был ожидать решения ещё в течение семи лет, прежде чем будет принято решение.
Однако, в 2006 году Wal-Mart начал постепенный отказ от смайлика на жилетах и на своём веб-сайте. Несмотря на это, Wal-Mart подала в суд на онлайн-пародиста по обвинению в «нарушении использования торговой марки» после того, как он использовал этот символ (а также различные слова-чемоданы из Wal-, такие как Walocaust). Они проиграли в марте 2008 года, когда судья объявил, что смайлик не является «отличительным» знаком, и поэтому не может быть ничьим товарным знаком. Таким образом, Wal-Mart не может иметь на него никаких претензий.
Дело Лауфрани против Wal-Mart было окончательно закрыто в марте 2009 года, когда судья отклонил претензии Лауфрани на какие-либо права на какой бы то ни было символ улыбающегося лица и слово «смайлик», отметив, что оба они стали «повсеместными» в американской культуре задолго до первой заявки на товарный знак Лауфрани.
Эти два судебных решения фактически узаконили смайлик (а также слова «улыбающееся лицо») в качестве общественного достояния, по крайней мере в пределах юрисдикции США. Судебные решения США не распространяются на другие страны, поэтому компания Лауфрани SmileyWorld продолжает утверждать (и применять) свои права на товарный знак в большей части остального мира.